# 洛尔希德
洛尔希德是德国莱茵兰-普法尔茨州的一个市镇。总面积4.08平方公里，总人口194人，其中男性100人，女性94人（2011年12月31日），人口密度48人/平方公里。